# 브리장고
브리장고(Breezango)는 WWE의 태그팀이다. 원래 골댕고vs고저스 트루스에서 타일러 브리즈가 알 트루스를, 판당고가 골더스트를 배신하며 만든 태그팀이다. 타일러 브리즈, 판당고의 2인조로 구성되어 있다. 한때는 악역으로 활동하였다가 서서히 선역으로 활동하고 있으며 더 어센션과 함께 스맥다운의 미니시리즈 패션파일즈(Fashion Files) 시리즈를 연출하여 현재까지 진행하고 있다.

## 프로레슬링
- 프로레슬링 기술

- - 판당고
    - 뷰티 인 모션/라스트 댄스(다이빙 레그 드롭), 팔콘 에로우(싯아웃 수플렉스 슬램)

- - 타일러 브리즈
    - 언프리티어(인버티드 더블 언더훅 페이스버스터)